# 五花茶
五花茶是一種中國民間傳統飲品，廣東人常飲的涼茶之一，味甘性微寒，主要功效是清熱、解毒、消暑去濕、減低腸胃刺熱、利小便、涼血、預防夏季風熱感冒及流行性感冒的功效，尤其適合夏天時飲用，其他功效則視乎所用的藥材而定。

## 通常成份
在中國傳統藥典中都沒有固定配方，大部份涼茶店或五花茶湯包都會用金銀花、菊花、槐花、木棉花和雞蛋花這五種花，但也有個別方劑根據飲用者的體質而略作修改，有時會換成款冬花、玫瑰花或辛夷花。
《卫生部药品标准》中药成方制剂第十一册中有记载“五花茶”标准成方。第十册载“金菊五花茶”标准成方。